# Mali (socken i Kina, Tibet)
Mali (kinesiska: 马利, 马利乡) är en socken i Kina. Den ligger i den autonoma regionen Tibet, i den sydvästra delen av landet, omkring 520 kilometer öster om regionhuvudstaden Lhasa.
Genomsnittlig årsnederbörd är 732 millimeter. Den regnigaste månaden är juni, med i genomsnitt 118 mm nederbörd, och den torraste är december, med 3 mm nederbörd.